# Jean de Launoy
Pour le Résistant français, voir Jehan de Launoy.
Pour l'homme de guerre du XIVe siècle, voir Jehan de Launay.
 (décembre 2013).
Jean de Launoy (en latin Johannes Launoius Constantiensis) est un prêtre catholique français du XVIIe siècle, historien ecclésiastique, théologien et canoniste, né au Valdécie, dans le Cotentin, le 21 décembre 1603, mort à Paris le 10 mars 1678. Son approche critique sans concession des légendes hagiographiques et de diverses traditions ecclésiastiques lui valut les surnoms de « dénicheur de saints » et de « destructeur de privilèges monastiques », et lui attira beaucoup d'ennemis.

## Biographie
Il fit ses premières études à Coutances sous la direction de son oncle Guillaume de Launoy, qui était promoteur de l'officialité du diocèse. Il fut ensuite envoyé vers 1628 à Paris, où il étudia la philosophie et la théologie scolastique au collège de Navarre. Il y fut reçu docteur en théologie en 1636, et fut ordonné prêtre la même année. Intéressé uniquement par l'étude, il renonça à briguer une paroisse ou une prébende et se consacra à l'enseignement au collège de Navarre.
Il se lia avec les plus grands érudits de l'époque. À l'occasion d'un voyage en Italie, il fit la connaissance à Rome des savants bibliothécaires Lukas Holste et Leone Allacci. À Paris, il fréquenta notamment Jacques Sirmond, Denis Petau, Jean Morin, Michel de Marolles, et se mêla à la société des frères Pierre et Jacques Dupuy. Il devint particulièrement proche du vieux Jacques Sirmond, qui en fit son disciple favori, et qui estimait fort sa capacité de traiter à fond les questions d'érudition historique. Il était également lié à Henri Louis Habert de Montmor, Pierre Gassendi et aux milieux où on professait des idées nouvelles en physique.
Il manifesta très tôt un esprit indépendant, voire iconoclaste : en 1636, il publia un traité intitulé Syllabus rationum quibus causa Durandi de modo conjunctionis concursuum Dei et creaturæ defenditur, & inofficiosa quorumdam censura repellitur, où il montre en historien que la position de Guillaume Durand de Saint-Pourçain selon laquelle Dieu ne concourt pas immédiatement aux mauvaises actions des créatures libres a toujours été soutenue par l'ancienne faculté de théologie de Paris. À la fin de ce texte, il propose à l'Université un parallèle qui ne manque pas d'insolence : le concile de Paris de 1210 et la bulle du pape Grégoire IX de 1231, notifiée à l'Université, ont interdit la lecture publique des livres d'Aristote ; les professeurs sont-ils davantage tenus par la condamnation portée à Rome en 1633 contre Galilée ou par la bulle de 1231 prohibant l'enseignement d'Aristote ? Sa seconde incursion dans le domaine de la philosophie est le De varia Aristotelis in Academia Parisiensi fortuna (Paris, 1653), qui est une histoire des vicissitudes de l'aristotélisme, et l'un des premiers essais d'historicisation de la philosophie.
En 1640, il fit paraître une dissertation De recta Nicæni canonis VI. & prout a Rufino explicatur intelligentia, où il soutient que ce canon du concile de Nicée a été fait contre les prétentions de Mélèce de Lycopolis de faire des ordinations dans toute l'Égypte, et qu'il établit à cet égard le même droit pour le patriarche d'Alexandrie dans son domaine que pour l'évêque de Rome dans le sien. Cette thèse fut attaquée ensuite par Henri de Valois, et Launoy publia une réponse en 1671. 
En 1641, il s'engagea dans la controverse, soutenue jusqu'alors par Jacques Sirmond, sur la confusion faite entre Denys l'Aréopagite, personnage mentionné dans le Livre des Actes, et saint Denis, premier évêque de Paris : le savant jésuite, ayant laissé entendre dans ses Concilia antiquæ Galliæ (1629) qu'il fallait distinguer les deux personnages, suscita une telle levée de boucliers qu'il dut mettre un carton ; invité par le roi à éclaircir le point, il publia en 1641 une Dissertatio in qua Dionysii Parisiensis, & Dionysii Areopagitæ discrimen ostenditur, qui provoqua un nouveau tir de barrage. Launoy fit plusieurs publications en 1641 sur le sujet : De Areopagiticis Hilduini judicium, car la confusion fut surtout introduite par l'abbé Hilduin de Saint-Denis ; De Hincmari Remensis epistola ad Carolum imperatorem de Dionysio Areopagita judicium ; De Anastasi Bibliothecarii ad Carolum imperatorem epistola judicium ; Vita B. Dionysii Areopagitæ primi Atheniensium episcopi et martyris, ex optimæ fidei scriptoribus collecta. B. Dionysii Parisiorum apostoli et martyris vita & miracula. La polémique se poursuivit ensuite.
La même année, il démonta aussi la légende de la venue en Provence de saint Lazare et de ses sœurs Marthe et Marie-Madeleine : Dissertatio de commenticio Lazari & Maximini, Magdalenæ & Marthæ in Provinciam appulsu, ce qui suscita également de multiples ripostes ; le Parlement d'Aix décréta le 17 mars 1644 l'interdiction des ouvrages du père de Launoy sur la question. En 1642, il s'en prit aux légendes entourant l'histoire ancienne de l'ordre des carmes : la vision de saint Simon Stock à qui la Vierge Marie remet un scapulaire (16 juillet 1251) ; la « Bulla Sabbatina » promulguée par le pape Jean XXII le 3 mars 1322 en faveur de l'ordre après une vision qu'il aurait eue lui aussi ; Launoy soutenait que c'étaient des inventions datant seulement du XVe siècle (Dissertatio duplex, una de origine et confirmatione privilegiati scapularis Carmelitarum, altera de visione Simonis Stockii, prioris ac magistri generalis Carmelitarum). Il s'attira bien sûr des réponses de membres de l'ordre, et revint plus tard sur le sujet (De Simonis Stockii viso, de Sabbatinæ Bullæ privilegio, & de scapularis Carmelitarum sodalitate dissertationes, 1653).
En 1646, il réfuta une légende racontée sur la vie de saint Bruno, fondateur des chartreux : celle du chanoine parisien Raymond Diocrès, mort en odeur de sainteté et qui se serait levé trois fois de son cercueil en criant « Je suis accusé, je suis jugé, je suis condamné », ce qui aurait déterminé la retraite de Bruno au désert (De vera causa secessus S. Brunonis in eremum). Il y eut encore des répliques virulentes.
En 1643, Launoy fut nommé par le chancelier Séguier dans la commission de quatre experts chargée de la censure des livres de théologie. En 1646, l'approbation qu'il accorda à l'Histoire de l'Ordre des hospitaliers du Saint-Esprit de Montpellier du Grand-Maître Olivier de La Terrade, livre controversé, fit l'objet d'un débat en Sorbonne. Il fut également accusé, au collège de Navarre, d'avoir dit devant des bacheliers que la lecture du bréviaire n'était pas pour les clercs une obligation canonique, mais seulement un acte de dévotion. En 1648, ses ennemis obtinrent son exclusion du collège.
Il alla alors loger chez l'un de ses admirateurs et soutiens, le jeune César d'Estrées, qui habitait à cette époque le collège de Laon. Étant devenu en 1653 évêque de Laon, ce dernier lui attribua deux canonicats, mais il ne voulut pas les conserver, car il ne pouvait pas en exercer les fonctions. Il continua d'habiter à Paris chez ce César d'Estrées (cardinal en 1671), et c'est là qu'il mourut.
En 1650, il publia un texte intitulé De auctoritate negantis argumenti, où il défend sa méthode critique en histoire (l'« argument négatif »). Cet écrit fut attaqué notamment par le théologien Jean-Baptiste Thiers (Exercitatio adversus Johannis de Launoy dissertationem de auctoritate negantis argumenti, Paris, 1662). La querelle se poursuivit âprement, et les injures ne furent pas épargnées de part et d'autre.
Bien qu'il ne fût pas du tout janséniste, et même d'une sensibilité contraire, il refusa de souscrire à la condamnation portée par la Sorbonne, le 31 janvier 1656, contre Antoine Arnauld, se plaçant seulement du point de vue formel de l'illégalité de cette décision (Notationes in censuram duarum Antonii Arnaldi propositionum, quarum una facti, altera juris appellatur, texte publié à Londres en 1685, et Lettre de M. de Launoy contre la censure des deux propositions de M. Arnauld, qui se trouve dans l'Histoire abrégée de la vie et des ouvrages de M. Arnauld de Pasquier Quesnel, Liège, 1697). Ensuite, il écrivit également contre le formulaire anti-janséniste dont la signature fut exigée de tous les ecclésiastiques (Remarques sur le formulaire de serment de foi qui se trouve dans le procès verbal du clergé, Paris, 1660).
Il fit dans ces années l'examen critique des chartes et privilèges dont se targuaient plusieurs grands monastères ou ordres : l'abbaye de Saint-Germain-des-Prés (Assertio inquisitionis in chartam immunitatis quam B. Germanus Parisiorum episcopus suburbano monasterio dedisse fertur, 1658) ; l'ordre des Prémontrés (Inquisitio in privilegia Præmonstratensis ordinis, 1658) ; l'abbaye Saint-Martin de Laon, en procès contre son ami l'évêque César d'Estrées (Examen du privilège d'Alexandre V et de quelques autres privilèges donnés par d'autres papes, pour servir au procès qui est entre M. l'évêque-duc de Laon et les prieurs et religieux de Saint-Martin de Laon, 1658) ; l'abbaye Saint-Médard de Soissons (Assertio inquisitionis in monasterii S. Medardi Suessionensis privilegium, etc., 1661) ; l'abbaye de la Trinité de Vendôme (Inquisitio in chartam fundationis & privilegia Vindocinensis monasterii, 1661) ; l'abbaye Saint-Victor de Marseille (Remarques sur les deux prétendus privilèges d'Urbain V desquels les religieux du monastère de Saint-Victor de Marseille se servent pour s'exempter de la juridiction de l'évêque du lieu, 1673).
Dans le domaine théologique, il était un opposant résolu de l'infaillibilité pontificale : sans avoir composé de traité à ce sujet, il s'exprime souvent sur ce sujet dans son abondante correspondance, n'y consacrant pas moins de 82 lettres, qui combattent l'autorité des papes au nom de l'histoire, et discutent notamment les thèses en la matière de Thomas Cajétan et Robert Bellarmin. C'est un représentant du gallicanisme du XVIIe siècle. Dans ses Præscriptiones de conceptu B. Mariæ Virginis (Paris, 1676), il expose les différentes opinions ayant eu cours sur l'Immaculée Conception, qui n'était pas alors un dogme de foi et paraît contraire à des passages de l'Écriture et aux sentiments de nombreux théologiens du passé. Sur la Dormition et l'Assomption, il défendit la décision prise en 1668 par le chapitre de Notre-Dame de Paris de reprendre en cette matière la formulation du martyrologe d'Usuard, disant que le corps de la Vierge ne se trouve pas sur terre, mais que l'Église ignore où il est (Controversia super conscribendo Parisiensi Martyrologio exorta, ubi de Dormitione et Assumptione Virginis agitur, Laon, 1670, où il fait remarquer que le mot « Assomption » peut se dire de l'âme aussi bien que du corps). Ce texte attira des réponses, comme celle de Jacques Gaudin, docteur de Sorbonne (Assumptio Mariæ Virginis vindicata, Paris, 1672). 
Sur la question du mariage, il a soutenu que c'est un contrat civil dont l'autorité séculière établit les empêchements dirimants et que l'Église n'a aucun pouvoir sur ce point (Regia in matrimonium potestas, vel tractatus de jure sæcularium principum  christianorum in sanciendis impedimentis matrimonium dirimentibus, Paris, 1674). Ce texte fit l'objet d'une réplique du prélat romain Dominique Galésius, évêque de Ruvo di Puglia : Ecclesiastica in matrimonium potestas contra Johannis Launoii doctrinam (Rome, 1676); à laquelle le père de Launoy répondit à son tour l'année suivante. L'ouvrage de Launoy fut officiellement condamné à Rome le 10 décembre 1688.
En 1672, il publia une histoire des principaux établissements d'enseignement en Europe occidentale depuis Charlemagne (De scholis celebrioribus, seu a Carolo Magno, seu post Carolum per Occidentem instauratis, Paris, 1672), et en 1677, une histoire du collège de Navarre en deux tomes, le second contenant les éloges des plus célèbres docteurs sortis de cet établissement depuis sa fondation (Regii Navarræ gymnasii Parisiensis historia, Paris, 1677).
Pendant une longue période, il donna chez lui tous les lundis des conférences où s'assemblaient quantité de savants, jusqu'à ce qu'en 1676 on lui fît dire que le roi souhaitait que ces assemblées cessassent. Il mourut à soixante-quatorze ans dans l'hôtel du cardinal d'Estrées où il logeait. Il fut enterré dans l'église des Minimes de la Place Royale, où il allait dire sa messe. Nicolas Le Camus, premier président de la Cour des Aides de Paris, qui était de ses admirateurs et qu'il avait nommé son exécuteur testamentaire, lui fit dresser une épitaphe, que les Minimes refusèrent de faire graver sur son tombeau.
Les œuvres de Jean de Launoy (quatre-vingt-six dissertations ou traités en plus de ses lettres) ont été recueillies et publiées par l'abbé François Granet, en 1731 et 1732, à Cologny, en dix volumes in-folio (cinq tomes) : Opera omnia ad selectum ordinem revocata. Les ouvrages de l'auteur y sont rangés par matières. À la fin du 4e tome, on trouve une biographie de l'auteur et l'histoire de ses travaux sous le titre Launoiana. À la Bibliothèque nationale de France, les manuscrits de Launoy occupent dans le fonds latin les n° 11454 à 11470.